# Necydalis harmandi
Necydalis harmandi là một loài bọ cánh cứng trong họ Cerambycidae.